# Григорково (Дмитровский городской округ)
Григорково — деревня в Дмитровском районе Московской области, в составе городского поселения Деденево. Население — 5 чел. (2010). До 2006 года Боброво входило в состав Целеевского сельского округа.

## Расположение
Деревня расположена в центральной части района, примерно в 12 км южнее Дмитрова, в 5 км на запад от Деденево, на правом берегу малой речки Икшанка (левого притока реки Икша), высота центра над уровнем моря 188 м. Ближайшие населённые пункты — Боброво в 1 км на север и Дьяково в 1,5 км на запад.

## Население
| 2002 | 2006 | 2010 |
| ---- | ---- | ---- |
| 14   | ↘5   | →5   |

## Известные уроженцы
- Белозеров, Фёдор Михайлович (1911—1961) — советский военачальник, генерал-лейтенант, кандидат военных наук.